# Mort pour la France
Nel diritto francese, la locuzione Mort pour la France (morto per la Francia) indica una condizione di stato civile riconosciuta ai combattenti caduti nell'adempimento del proprio dovere e alle vittime civili della guerra.

## Storia
Questa ricompensa morale, che ne onora il sacrificio, fu istituita durante la prima guerra mondiale con la legge del 2 luglio 1915, poi modificata dalla legge del 22 febbraio 1922 e creò per quei Caduti uno status postumo particolare, che con la legge del 29 dicembre 1915 comprendeva il diritto di inumazione individuale e perpetua in un cimitero militare a spese dello stato, oltre alla creazione di associazioni per le vedove e gli orfani, e la pensione di reversibilità per i coniugi superstiti.
La materia è oggi oggetto delle previsioni degli artt. dal 488 al 492 bis del Codice delle pensioni militari d'invalidità e delle vittime di guerra.

## Diritto d'autore
Inoltre, in materia di diritto d'autore, la durata dei diritti di utilizzazione economica delle opere di soggetti riconosciuti con la qualifica di morti per la Francia è estesa di 30 anni aggiuntivi e ci sono interpretazioni varie su come applicare questa norma.
Per esempio, in Francia le opere di Antoine de Saint-Exupéry torneranno al pubblico dominio in un giorno indeterminato e compreso fra il 1º maggio 2033 e il 1º gennaio 2045, a meno di novità legislative o giurisprudenziali.
Perciò per le opere dei Caduti per la Francia la durata della protezione dei diritti di proprietà intellettuale è, secondo una delle interpretazioni, di:
- 94 anni e 272 giorni per le opere pubblicate prima del 1 gennaio 1921;
- 88 anni e 120 giorni per le opere pubblicate fra il 1 gennaio 1921 e il 31 dicembre 1947 incluso;
- 80 anni per le opere pubblicate dopo il 31 dicembre 1947.

Le prime opere (del 1914) di Caduti per la Francia sono entrate nel pubblico dominio il 1 ottobre 2009.
L'estensione francese del copyright a seconda della biografia e posizione storica dell'autore è una peculiarità legislativa spesso usata come esempio di come il diritto d'autore sia frammentato e datato, incompatibile con mercato comune europeo e internet.